# Estradiol
Estradiol ou 17β-estradiol é um hormônio sexual e esteroide, o principal hormônio sexual feminino. É  importante na regulação do ciclo estral e do ciclo menstrual. O estradiol é essencial para o desenvolvimento e manutenção dos tecidos reprodutivos femininos mas também tem efeitos importantes em muitos outros tecidos, incluindo o ósseo. Enquanto os níveis de estrogênio nos homens são mais baixos em comparação com as mulheres, estrógenos têm funções essenciais em homens também. O estradiol é encontrado na maioria dos vertebrados, bem como muitos crustáceos, insetos, peixes e outras espécies animais. O estradiol também apresenta importantes efeitos comportamentais.

## Efeitos

### Estradiol e Gravidez
No momento que a mulher engravida, seu corpo passa por inúmeras alterações hormonais.
Hormônios que antes não eram produzidos passam a ser pelo organismo com o objetivo de oferecer as condições favoráveis para desenvolvimento do bebê no útero.
Algumas outras substâncias que já eram produzidas antes da gestação, passam a existir em maior quantidade no corpo. Dentre os hormônios que são importantes para conseguir engravidar, o estradiol é um dos principais.

### Reprodução masculina
O efeito do estradiol (e estrógenos) sobre a reprodução masculina é complexo. O estradiol é produzido por ação da aromatase, principalmente nas células de Leydig dos testículos dos mamíferos, mas também por algumas células germinativas e células de Sertoli de mamíferos imaturos. Sua função (in vitro) mostrou ser impedir a apoptose das células do sêmen.
Vários estudos têm observado que a contagem de espermatozoides têm diminuído em muitas partes do mundo e a exposição ao estrogênio no meio ambiente tem sido postulada como sendo a causa.  A supressão da produção de estradiol em uma subpopulação de homens subférteis mostrou melhorar a análise do sêmen.
Homens com condições genéticas de cromossomos sexuais, como a síndrome de Klinefelter, têm um maior nível de estradiol.

### Ossos
O estradiol tem um efeito profundo sobre os ossos. Indivíduos sem ele (ou outros estrogênios) se tornam altos e eunucoides, já que o fechamento epifisário está atrasado ou inexiste. A estrutura óssea é também afetada, o que resulta em osteoporose e osteopenia precoce. Além disso, mulheres que passaram da menopausa têm uma perda acelerada da massa óssea devido a relativa deficiência de estrogénio.

### O papel do estradiol no cancro
Em termos gerais a relação entre o estradiol e o desenvolvimento de cancro ainda não é um dado adquirido, pois embora muitos estudos venham a ser desenvolvidos ao longo dos anos as conclusões a que chegam não são de forma alguma uniformes, com exceção de alguns tipos de cancro.
Existem estudos que mostram que poderá ter efeitos benéficos e outros deduzem exatamente o contrário.
Uma explicação para este facto poderá ser os efeitos muito variados que o estradiol poderá provocar, que em uns casos pode ser benéfico e noutros nem tanto. Num estudo acerca do efeito do estradiol em carcinomas da pele foi concluído que que o efeito era positivo devido à prevenção da proliferação e migração obtida nas linhas celulares GLL19 e A375, que são linhas celulares de melanomas, e também foi observado uma redução do nível de MDM2, um conhecido regulador negativo da p53 (proteína supressora de tumores).
O estradiol é um fator importante a ter em conta em cancro do endométrio e ovário, onde 5% das mulheres com menos de 40 anos que desenvolvem este tipo de cancro apresentam tumores dependentes de estrogénio bem diferenciados.
Já quanto aos cancros testiculares e da próstata, mais uma vez os estudos não são conclusivos, com alguns a mostrarem uma associação entre os dois e outros sem associação.
Embora ainda não completamente comprovado a exposição a estrogénios parece aumentar a predisposição para o desenvolvimento de cancro da próstata. Os elevados níveis de estrogénios em casos de cancro da próstata, alterações nos recetores de estrogénio nas fases mais avançadas deste tipo de neoplasias e estudos que mostram a indução de cancro da próstata em células humanas tratadas com estrogénios e testosterona, são evidências que apoiam a possibilidade dos estrogénios estarem envolvidos no desenvolvimento de cancro.
No que concerne ao cancro da mama as evidências são mais consistentes e apontam o estradiol como um carcinogéneo, no entanto os mecanismos que explicam isso são complexos.
Os metabolitos genotóxicos do estradiol e a sinalização genómica e não genómica mediada pelos recetores de estrogénio afetam a proliferação celular e a apoptose. A extensão pela qual estes dois processos afetam o processo carcinogénico, bem como de que forma os polimorfismos genéticos e fatores ambientais afetam ambos processos ainda necessita de uma maior investigação.
Paradoxalmente o estradiol pode ser usado para tratamento em certos casos, como por exemplo nos casos de cancro da mama metastáticos positivos para o recetor de estrogénio, onde devido a invariavelmente surgirem resistências ao tratamento de bloqueio da ação dos recetores de estrogénio (seja por redução do substrato ou inibição direta) o estradiol é usado em elevadas doses para induzir apoptose pela via extrínseca por aumento do ligando Fas e seu recetor.
O metabolismo oxidativo do estradiol poderá ter uma influência muito marcada no desenvolvimento de cancros devido à possível formação de quinonas que irão interagir com o DNA, formando aductos que por sua vez podem levar à depurinação do DNA. A atividade da enzima catecol-O-metiltransferase (COMT) será muito importante na prevenção destes danos, uma vez que metila os catecóis que são formados através da reação de metabolismo de fase I do estradiol, formando metoxi-catecóis que não são nocivos para o DNA. Sendo assim, indivíduos que expressem variantes da COMT com baixas atividades terão um risco superior de desenvolvimento de cancro, cujas probabilidades podem variar entre 1,7 e 3,0 vezes.
Um fator potencialmente fulcral para explicar o papel do estradiol no desenvolvimento de cancro da mama poderá ser a elevada presença de catecolaminas como epinefrina ou dopamina que também são metiladas pela COMT, podendo levar um excesso de substratos para esta enzima. Devido a este aumento de substratos, pode ocorrer em maior quantidade a formação de quinonas, sendo assim nocivo para o DNA. A relação do estradiol no cancro da mama já está devidamente estabelecida, fruto de todas as evidências já referidas. O mesmo não acontece com os outros tipos de cancro, uma vez que há informações discordantes e menos estudos sobre os mesmos.